# Bondarcevomyces
Bondarcevomyces is een monotypisch geslacht van schimmels behorend tot de familie Tapinellaceae. Het bevat alleen de soort Bondarcevomyces taxi.